# Миранда-медиа
Общество с ограниченной ответственностью «Миранда-медиа» — российская телекоммуникационная компания, официально начала свою деятельность в 2014 году в Крыму и Севастополе. По состоянию на 2025 год компания работает как оператор мобильной связи в Крыму, Севастополе, ЛНР и ДНР, а также под брендом «Миртелеком» в Запорожской и Херсонской областях.
Компании большой четвёрки МТС, МегаФон, t2 и Билайн долгое время избегали международно признанных оккупированных территорий, чтобы избежать прямых санкций, что привело к созданию отдельных операторов мобильной связи, таких как К-Телеком и Миранда.
По состоянию на 2024 год Миранда работает на стандартах GSM, UMTS 900/1800/2100 МГц, LTE 450,2300 (только в Крыму и Севастополе) и 2600 МГц.

## История деятельности
В 2014 году, российская государственная телекоммуникационная компания «Ростелеком» быстро развернула подводную линию связи на 110 Гбит/с от материковой части России до Крымского полуострова. Услуги фиксированной связи предлагались в Крыму и Севастополе недавно созданной местной компанией «Ростелекома» Миранда-медиа в отсутствие «Укртелекома» после его выхода из Крыма.
В декабре 2020 года «Миранда-медиа» покупает дочернюю компанию Таттелекома «Элемтэ-инвест», у которой присутствуют лицензии на подвижную радиотелефонную связь на территории Крыма. Это стало точкой отсчёта, когда компания начала развиваться как мобильный оператор.
В 2022 году, после аннексии 2022 года, Миранда запустила свою мобильную сеть под брендом «Мир Телеком» в Запорожской и Херсонской областях. В 2023 году Миранда запустила свою мобильную сеть в Луганской Народной Республике и Донецкой Народной Республике.
В этом же году Иван Зима, возглавлявший «Миранда-медиа» на тот момент стал директором АО «Крымтелеком».
В дальнейшем «Миранда-медиа» стала владельцем Крымтелекома, и на базе его оборудования запустит сеть сотовой связи в коммерческое использование на территории Крыма и Севастополя.
26 мая 2023 года на сеть «Миранда-медиа» была совершена масштабная за всю историю компании хакерская атака, которая затронула домашний интернет, фиксированную и мобильную связь. Хакерская атака также затронула биллинг и сайт компании. На восстановление магистрального интернет-канала потребовалось 16 часов. Личный кабинет и оплата через онлайн банкинг заработала 16 июля. В период с 26 мая по 15 августа 2023 года с клиентов не взималась абонентская плата.
К январю 2024 года Миранда восстановила доступ в Интернет в ЛНР и ДНР. В мае 2024 года Миранда провела масштабный ребрендинг и запустила свою мобильную сеть в Крыму и Севастополе, до этого в период с 2014 по 2024 год предоставляла в регионах только услуги фиксированного интернета.
18 июня 2024 года «Миранда» объявила об отмене роуминга для своих абонентов на всей территории России в сети t2
20 июня 2024 года «Миранда» запустила продажу eSIM через официальный сайт, а 28 августа запустила собственное мобильное приложение для управления мобильной связью «M mobile»
В начале сентября 2024 года на «Миранда-медиа» поступило 9 крупных исков от электромонтажных компаний «Дорстройтех», «Спектр технологии», «Линк-артэл» и «Техстрой». Поводом для этого стала задолженность за неисполненные обязательства по договору строительства базовых станций, прокладке волоконно-оптических линий связи и кабелей, монтажу спутникового оборудования. Кроме того, стороны оказались не согласны с объёмом фактически выполненных работ и их стоимостью. Общая сумма иска оценивается в почти 1,2 млрд рублей. В феврале 2025 года стало известно, что компании, подавшие иски отказались от взыскания неустоек, при этом «Миранда» выплатит более 461 млн рублей. Также «Миранда» продолжит сотрудничество с данными электромонтажными компаниями
8 октября 2024 года «Миранда» стала партнером оператора мобильной связи t2 по отмене роуминга в Республике Крым, Херсонской, Запорожской области, Донецкой и Луганской народной республике. С этого дня абоненты t2 могут расходовать пакеты из своего тарифа при регистрации в сети «Миранда» и «Миртелеком»
17 октября 2024 года «Миранда» и «Сбермобайл» подписали меморандум о сотрудничестве в рамках форума инновационных финансовых технологий «Finopolis-2024». В рамках этого меморандума 16 декабря виртуальный оператор «Сбермобайл» отменил дополнительную плату за услуги связи в сети «Миранда» и «Миртелеком»